# Sidney Wood
Sidney Burr Wood mlajši, ameriški tenisač, * 1. november 1911, Black Rock, Connecticut, ZDA, † 10. januar 2009, Palm Beach, Florida, ZDA.
Sidney Wood je največji uspeh kariere dosegel z zmago na turnirju za Prvenstvo Anglije v posamični konkurenci leta 1931, ko je v finalu premagal Franka Shieldsa brez boja. V finale se je uvrstil tudi na turnirju za Nacionalno prvenstvo ZDA leta 1935, ko ga je premagal Wilmer Allison. Na turnirjih za Amatersko prvenstvo Francije se je najdlje uvrstil v tretji krog v letih 1928 in 1932. V konkurenci mešanih dvojic se je leta 1932 uvrstil v finale turnirja za Amatersko prvenstvo Francije. Leta 1934 je bil član ameriške reprezentance v tekmovanju International Lawn Tennis Challenge, kjer se je uvrstila v finale. Leta 1964 je bil sprejet v Mednarodni teniški hram slavnih.

## Finali Grand Slamov

### Posamično (2)

#### Zmage (1)
| Leto | Turnir            | Nasprotnik v finalu | Rezultat finala |
| 1931 | Prvenstvo Anglije | Frank Shields       | b.b.            |

#### Porazi (1)
| Leto | Turnir                   | Nasprotnik v finalu | Rezultat finala |
| 1935 | Nacionalno prvenstvo ZDA | Wilmer Allison      | 2–6, 2–6, 3–6   |